# Cappello all'antica
Cappello all'antica è un termine utilizzato in araldica per indicare un cappello colla coppa a semisfera e le falde rigonfiate in giù; cordonato nella coppa e coi lacci.

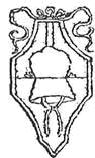
Troncato d'argento e d'azzurro, al cappello all'antica dell'uno all'altro, cordonato di rosso (stemma della famiglia Cappello di Venezia)